# Chrást (Nymburk)
Chrást è un comune della Repubblica Ceca facente parte del distretto di Nymburk, in Boemia Centrale.